# Maximilian Hermann
Maximilian Hermann (* 10. Dezember 1991 in Linz) ist ein ehemaliger österreichischer Handballspieler.

## Karriere
Der 1,94 Meter große und 96 Kilogramm schwere rechte Rückraumspieler begann mit dem Handballspielen beim HC Linz AG. In der Saison 2009/10 wurde er von der Liga als "Newcomer des Jahres" ausgezeichnet. Von 2011 bis 2013 spielte er beim Liga Konkurrenten HIT medalp Tirol. Zur Saison 2013/14 wechselte er zum deutschen Bundesligaaufsteiger Bergischer HC, bei dem er einen Zweijahresvertrag unterschrieb.
Am 24. November 2016 wurde bekannt, dass Hermann, gemeinsam mit seinem Teamkollegen Moritz Preuss, seinen zum Saisonende auslaufenden Vertrag beim Bergischen HC nicht verlängert und sich dem Ligakonkurrenten VfL Gummersbach anschließt. Aufgrund einer Schulterverletzung lief der Rückraumspieler allerdings in keinem Bewerbsspiel für die Lindenstädter auf. 2018/19 wechselte der Linzer zum Alpla HC Hard in die spusu Liga. Im Sommer 2020 kehrt er zum HC Linz AG zurück. Nach der Saison 2022/23 beendet er seine Karriere.
Für die österreichische Nationalmannschaft bestritt Maximilian Hermann 61 Länderspiele, in denen er 109 Tore erzielte.

## Privates
Sein Zwillingsbruder Alexander spielte ebenfalls Handball.

## HLA-Bilanz
| Saison    | Verein           | Spielklasse | Tore | 7-Meter | Feldtore |
| --------- | ---------------- | ----------- | ---- | ------- | -------- |
| 2008/09   | HC Linz AG       | HLA         | 46   | 0       | 46       |
| 2009/10   | HC Linz AG       | HLA         | 86   | 0       | 86       |
| 2010/11   | HC Linz AG       | HLA         | 87   | 0       | 87       |
| 2011/12   | HIT medalp Tirol | HLA         | 135  | 0       | 135      |
| 2012/13   | HIT medalp Tirol | HLA         | 155  | 2       | 153      |
| 2008–2013 | gesamt           | HLA         | 509  | 2       | 507      |

## Erfolge
- 1× HLA „Newcomer des Jahres“ 2009/10